# Camellia reticulata
Camellia reticulata Lindl., 1827 è specie di pianta appartenente alla famiglia Theaceae, endemica della Cina.